# نوک‌آووست کوهی
نوک‌آووست کوهی (نام علمی: Opishoprora euryptera) یک گونه از مرغ‌های مگس در تبار خورشیدفرشته‌تباران (Lesbiini) از زیرخانواده خورشیدیان (Lesbiinae) است که در کلمبیا، اکوادور و پرو یافت می‌شود.